# Orangaslia
Orangaslia is een geslacht van neteldieren uit de klasse van de Anthozoa (bloemdieren).

## Soort
- Orangaslia dipperae Alderslade, 2001